# فرانك لورينزو
فرانك لورينزو (بالإنجليزية: Frank Lorenzo)‏ هو شخصية أعمال أمريكي، ولد في 19 مايو 1940 في نيويورك في الولايات المتحدة.

## وصلات خارجية
- فرانك لورينزو على موقع الموسوعة البريطانية (الإنجليزية)
- فرانك لورينزو على موقع إن إن دي بي (الإنجليزية)